# Leopoldo Schramm
Leopoldo Schramm (Gaspar, 6 de setembro de 1890 – Gaspar, 8 de abril de 1948) foi um empreendedor nos ramos alimentício e carvoeiro, e político brasileiro. Pertenceu ao Partido Liberal Catarinense (PLC).
Filho de agricultores de ascendência alemã, foi o primeiro prefeito de Gaspar, município do estado de Santa Catarina, que governou de 1934 a 1947, sendo o prefeito com o período de mandato mais longo da história de Gaspar. Foi primeiramente nomeado, depois eleito pelo voto dos gasparenses.
Durante sua administração construíram-se muitas estradas, pontes e pontilhões, várias escolas municipais foram implantadas no interior e, na cidade, passou a funcionar a Escola Professor Honório Miranda. A Indústria de Linhas Círculo iniciou suas atividades durante seu governo.